# Kenneth M. Christensen
Kenneth M. Christensen (født 10. april 1983 i København) er en dansk skuespiller og tegnefilmsdubber. Han blev uddannet på Statens Teaterskole i perioden 2007 til 2011.  
Christensen har for eksempel haft roller i tv-serierne Borgen, Arvingerne, Gidseltagningen og Minkavlerne. Han har udover fysiske roller også lagt stemme til mange udenlandske børnefilm.

## Privatliv
Christensen danner par med professoren Johanne Windeløw.

## Filmografi
- Æg & bacon (kortfilm, 2009)
- Blekingegade (tv-serie, 2009)
- Alting bliver godt igen (2010)
- Borgen (tv-serie, 2010)
- Kys min bror (kortfilm, 2010)
- Broen (tv-serie, 2011)
- Tilstand (kortfilm, 2011)
- En kongelig affære (2012, kun stemme)
- Kapringen (2012)
- Bag glas (kortfilm, 2012)
- Turbo (kortfilm, 2012)
- Trold (kortfilm, 2013)
- Arvingerne (tv-serie, 2014-2015)
- En parmiddag (kortfilm, 2015)
- I stykker (kortfilm, 2016)
- Tordenskjold & Kold (2016)
- Shelley (2016)
- Dragen (kortfilm, 2016)
- Dicte (tv-serie, 2016)
- Gidseltagningen (tv-serie, 2017-2019)
- The Last Kingdom (tv-serie, 2017)
- Rita (tv-serie, 2017)
- Urolige hjerte (kortfilm, 2018)
- Kriger (tv-serie, 2018)
- Lille terrorist (kortfilm, 2018)
- Happy ending (2018)
- Den som dræber - fanget af mørket (tv-serie, 2019)
- Et bånd mellem mennesker (kortfilm, 2019)
- Sort som Iris (kortfilm, 2019)
- Når støvet har lagt sig (tv-serie, 2020)
- Transit (kortfilm, 2021)
- Klassen (tv-serie, 2021)
- Fixer (tv-serie, 2021)
- Tusind timer (2022)
- Kollaps (kortfilm, 2022)
- Minkavlerne (tv-serie, 2022)
- Vikings: Valhalla (tv-serie, 2022-2024)
- Bag enhver mand (tv-serie, 2023)
- Ink Wash (2024)
- Tidsrejsen 2 (julekalender, 2024)
- Hele vejen (2025)